# Furong
Furong (ang. Furongian)
- w sensie geochronologicznym – czwarta, najmłodsza epoka kambru (wcześniej zwana późnym kambrem). Trwała ok. 11 mln lat, od ok. 499 do 488,3 ± 1,7 mln lat temu. Jest to epoka młodsza od środkowego kambru a starsza od wczesnego ordowiku. Dzieli się na trzy wieki, z których najstarszym jest paib, a środkowym dziangszan. Ostatni określa się jako "10. wiek kambru", do czasu jego oficjalnego zdefiniowania.

- w sensie chronostratygraficznym – najwyższy oddział kambru. Dzieli się na trzy piętra, z których najniższym jest paib, a środkowym dziangszan. Najwyższe określa się jako "10. piętro kambru", do czasu jego oficjalnego zdefiniowania.